# Bahnradsport-Weltmeisterschaften 1936

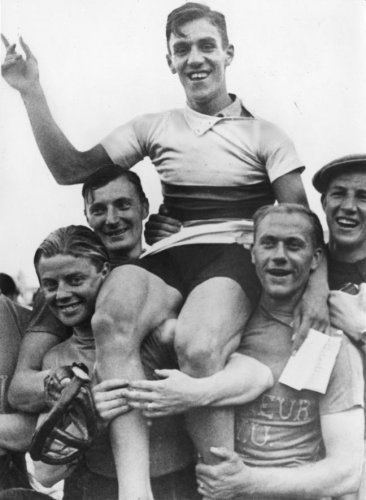
Arie van Vliet wurde erstmals Weltmeister im Sprint der Amateure.

Die Bahnradsport-Weltmeisterschaften 1936 fanden vom 28. August bis 6. September 1936 auf der Radrennbahn Oerlikon in Zürich statt.
Für die Sprint-Weltmeisterschaft der Amateure waren 45 Fahrer aus 14 Nationen gemeldet, bei den Profis 31 Fahrer aus neun Ländern. Bei den Stehern waren 14 Fahrer aus acht Ländern am Start, insgesamt so viele Fahrer wie nie zuvor, was daran lag, dass die Olympischen Spiele in Berlin erst zwei Wochen zuvor stattgefunden hatten und Sportler aus Übersee deshalb vermehrt teilnahmen.
Aus Anlass dieser Weltmeisterschaften veröffentlichte Der Deutsche Radfahrer den Text zu einer „komischen Weltmeisterschaftsoper“. So „sang“ der Deutsche Albert Richter: „Einmal kommt doch der Tag, daß ich Herrn Scherens schlag, Poeske, drum bitt’ ich Dich, laß diesmal mich!“, und die „drei lustigen Gesellen“ (Richter, Paul Krewer, Toni Merkens) verkündeten im Chor: „Es zogen drei Kölner wohl über den Rhein, nach Zürich zum Weltmeisterschaftsstelldichein, sie träumten, als Sieger kehrten sie heim.“ Die Erwartungen wurden jedoch nicht erfüllt; lediglich Richter konnte eine Bronzemedaille im Sprint der Profis erringen. Merkens, der erst rund zwei Wochen zuvor bei den Olympischen Spielen in Berlin die Goldmedaille im Sprint als Amateur gewonnen hatte, startete bei diesen Weltmeisterschaften schon als Profi, kam aber über das Viertelfinale nicht hinaus.
Sigmund Durst, Berichterstatter des Deutschen Radfahrers vor Ort, bemängelte wieder die Leistungen der Kommissäre, denn „diese Willkür eines Chauvinisten und zweier Nichtskönner geht zu weit“.

## Resultate der Berufsfahrer
| Disziplin                 | Platz | Land            | Athlet                           |
| ------------------------- | ----- | --------------- | -------------------------------- |
| Fliegerrennen über 1000 m | 1     | Belgien         | Jef Scherens                     |
|                           | 2     | Frankreich      | Louis Gérardin                   |
|                           | 3     | Deutsches Reich | Albert Richter                   |
| Steherrennen              | 1     | Frankreich      | André Raynaud/ Victor Philippe   |
| über 100 km               | 2     | Frankreich      | Charles Lacquehay/ Marcel Besson |
|                           | 3     | Belgien         | Georges Ronsse/Ernest Pasquier   |

## Resultate der Amateure
| Disziplin     | Platz | Land        | Athlet         |
| ------------- | ----- | ----------- | -------------- |
| Fliegerrennen | 1     | Niederlande | Arie van Vliet |
| über 1000 m   | 2     | Frankreich  | Pierre Georget |
|               | 3     | Belgien     | Henri Collard  |